# Macromia melpomene
Macromia melpomene är en trollsländeart som beskrevs av Friedrich Ris 1913. Macromia melpomene ingår i släktet Macromia och familjen skimmertrollsländor. Inga underarter finns listade i Catalogue of Life.